# Вулиця Академіка Сахарова (Івано-Франківськ)
Вулиця Академіка Сахарова — вулиця в Івано-Франківську, що веде від вул. Чорновола до вул. Коновальця. Знаходиться на півдні центральної частини міста.

## З історії вулиці
На ділянці Чорновола — Коновальця вулиця Сахарова відома ще від 1880-х як Нова. В січні 1895 р. її назвали ім'ям Леона Білінського — польського політичного і державного діяча, який доклав чимало зусиль до створення дирекції залізниць у Станиславові.
В часи ЗУНР була названа на честь І. Котляревського. В період німецької окупації перейменована на вулицю Поліції.
Інша частина вулиці від Коновальця до вул. Бандери сформувалася в 1930-х рр. і у 1935 році одержала ім'я вченої польського походження — Марії Склодовської-Кюрі.
За часів радянської влади вулицю назвали на честь льотчика Валерія Чкалова. Із 1967 року перейменована на Чекістів. Чекісти — колишні працівники надзвичайної комісії ЧК, пізніше називалась Комітетом державної безпеки (КДБ). Власне, саме управління КДБ в області, а також управління Міністерства внутрішніх служб в області розміщувалися в монументальному будинку № 15.
Теперішню назву Сахарова вулиця отримала 16 жовтня 1990 р.,— ще до здобуття незалежності України. Це стало можливим після перемоги Народного Руху України на виборах до обласної і міської рад у березні 1990 р.
13 квітня 2022 року рішенням 22 позачергової сесії Івано-Франківської міської ради було ухвалене рішення про перейменування 25 вулиць названих на честь російських діячів культури, науки, мистецтва і політики. Серед них була вулиця Академіка Сахарова але було перейменовано тільки ділянку Є. Коновальця — М. Зорія на вулицю Української Перемоги.

## Будівлі

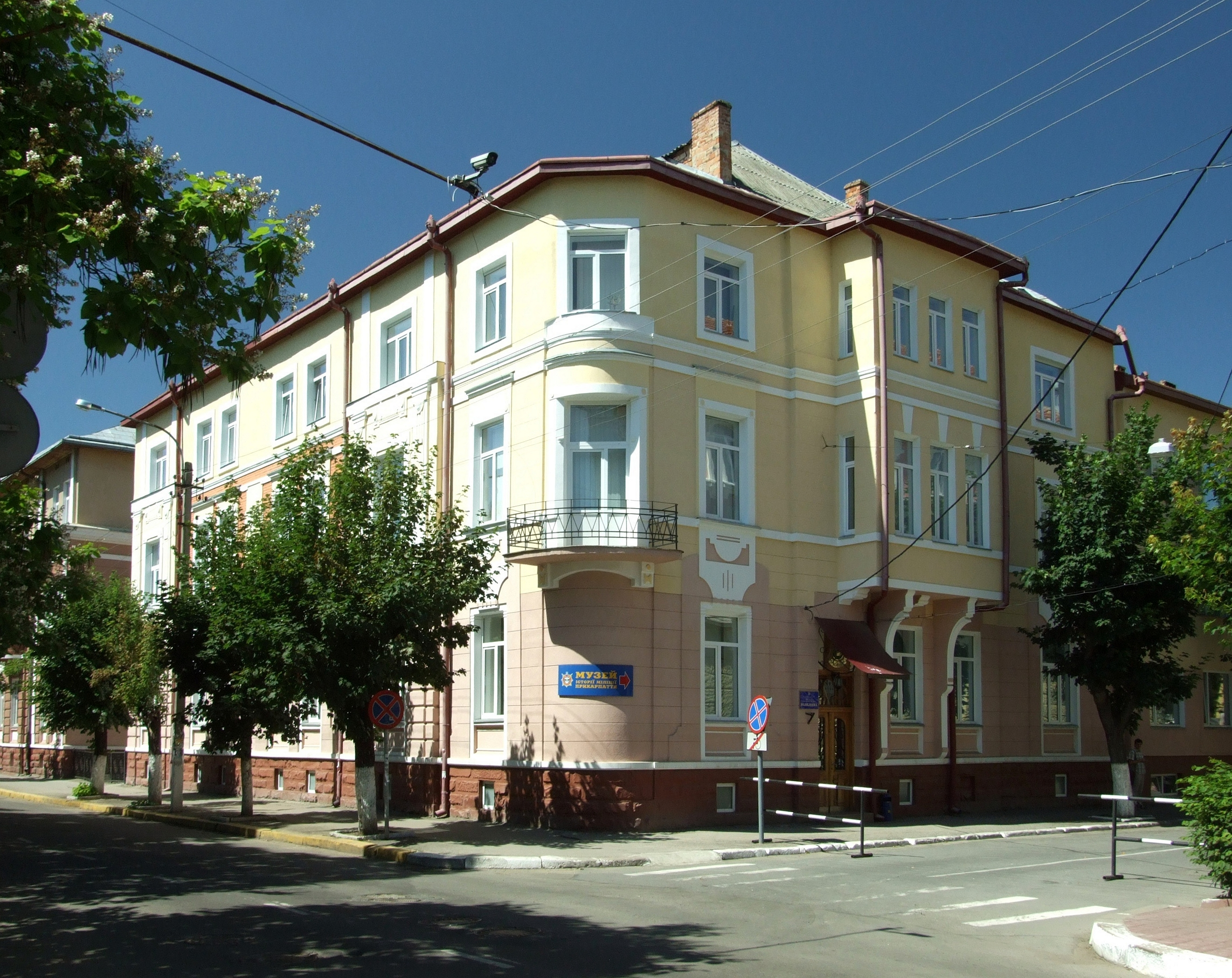
Будинок № 11, де проживав Анатолій Кос-Анатольський

№ 1. На будинку встановлена меморіальна дошка академіку А. Д. Сахарову (1990, скульптор — А. Басюк).
№ 11. Тут, будучи гімназистом, у 1920-х рр. мешкав майбутній композитор Кос-Анатольський Анатолій Йосипович.
Також у 1930-х рр. у ньому проживав відомий український правник та адвокат Г. Онуферко.
№ 15. Пам'ятка архітектури.

(1911), архітектор Францішек Сковрон. Управління Служби безпеки України.
№ 23. Завод «Промприлад».
№ 23а. Виробниче управління «Облводгосп».
№ 32. Сервісний центр «Укртелекому».
№ 32а. Інститут мистецтв Прикарпатського університету ім. Стефаника.
№ 34. Інститут землеустрою.
№ 38. Спортивний комплекс «Колос»

## Галерея

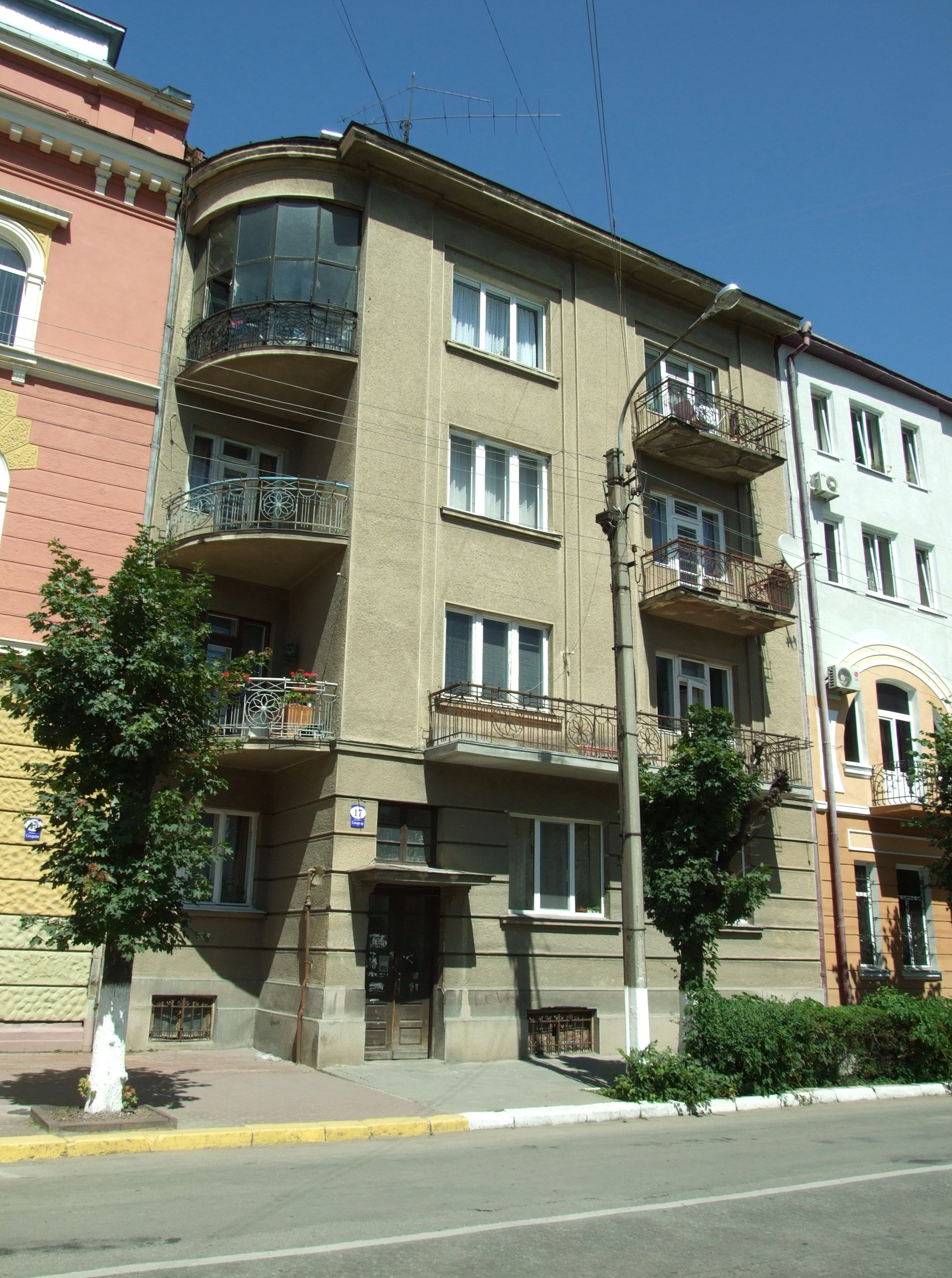
Будинок №17
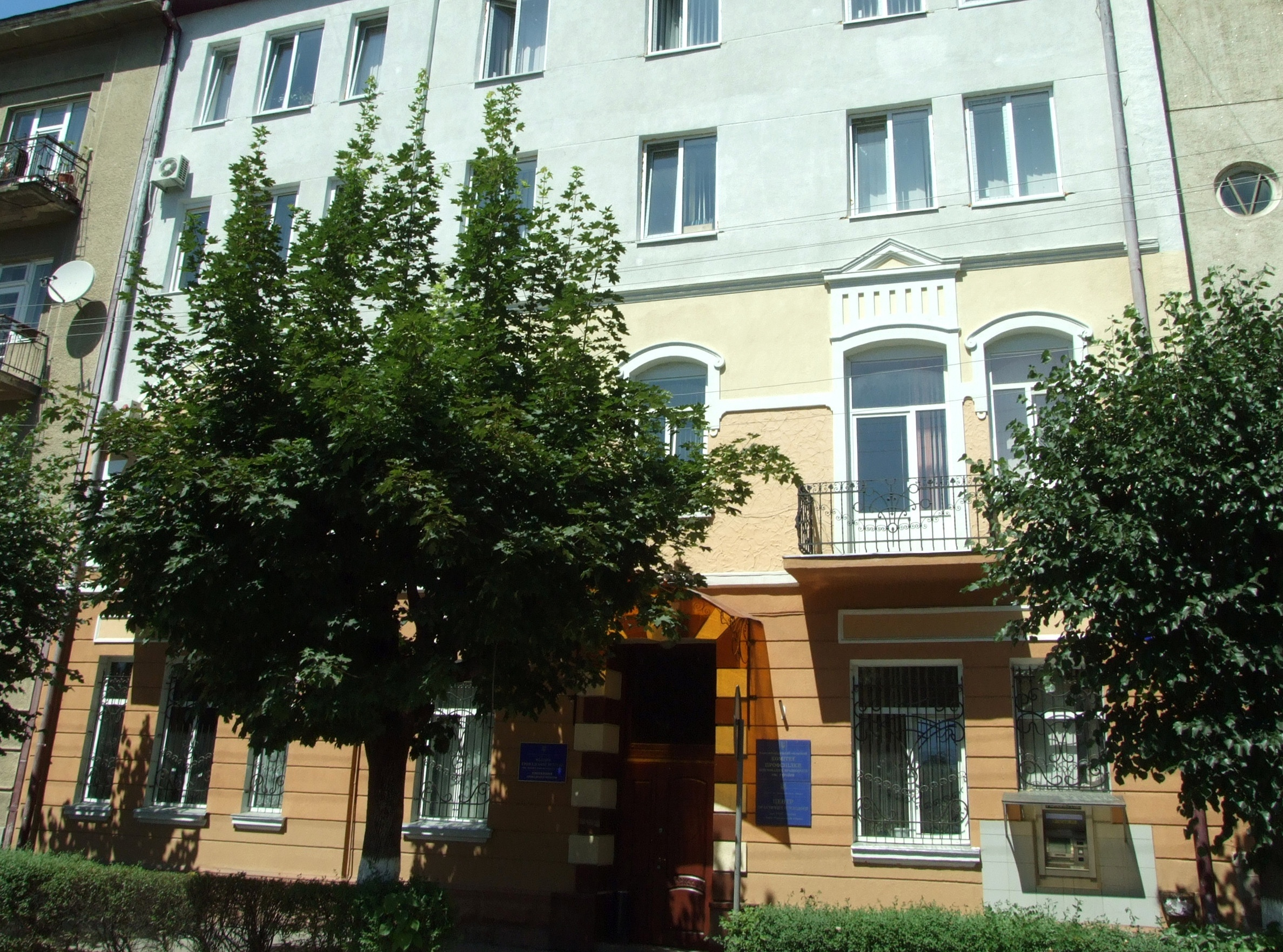
Будинок №19